# La Cassette de l'émigrée
Pour plus de détails, voir Fiche technique et Distribution.
La Cassette de l'émigrée ou Le Trésor de l'émigrée est un film muet français réalisé par Louis Feuillade et sorti en 1912.

## Fiche technique
- Titre original : La Cassette de l'émigrée
- Titre alternatif : Le Trésor de l'émigrée
- Réalisation et scénario : Louis Feuillade
- Société de production : Société des Établissements L. Gaumont
- Pays :  France
- Langue : film muet avec les intertitres en français
- Format : Noir et blanc — 35 mm — 1,33:1 — Muet
- Métrage : 572 mètres
- Genre :  Comédie
- Durée : 19 minutes
- Date de sortie : 
  - France : 31 mai 1912

## Distribution
- Renée Carl : Marie-Jeanne, la lingère
- Paul Manson
- René Navarre : Roussot
- Georges Tréville
- Edmond Bréon